# Comunità Montana dei Monti Aurunci
Die Comunità Montana dei Monti Aurunci ist eine Vereinigung von 7 Gemeinden in der italienischen Provinz Latina. Sie wurde von den in der Regel recht kleinen Gemeinden, die zumindest teilweise in Bergregionen liegen, gebildet um die wirtschaftliche Entwicklung der Region zu stärken und die Abwanderung der Bevölkerung aufzuhalten. Weitere Aufgaben sind die Stärkung des Tourismus, des Naturschutzes und die Erhaltung der ländlichen Kultur.
Die Comunità in heutiger Form entstand im Jahr 2001 durch die Abspaltung der 6 Mitgliedsgemeinden, die in der Provinz Frosinone liegen und seither die Comunità Montana L’Arco degli Aurunci bilden.
Das Gebiet der Comunità Montana umfasst den Teil der Monti Aurunci, die in der Provinz Latina liegen, bis zur Küste des Tyrrhenischen Meeres. Die Comunità hat einen Umfang von 271 km2. Insgesamt hat sie 101.813 Einwohner.
Die Comunità umfasst folgende Gemeinden:

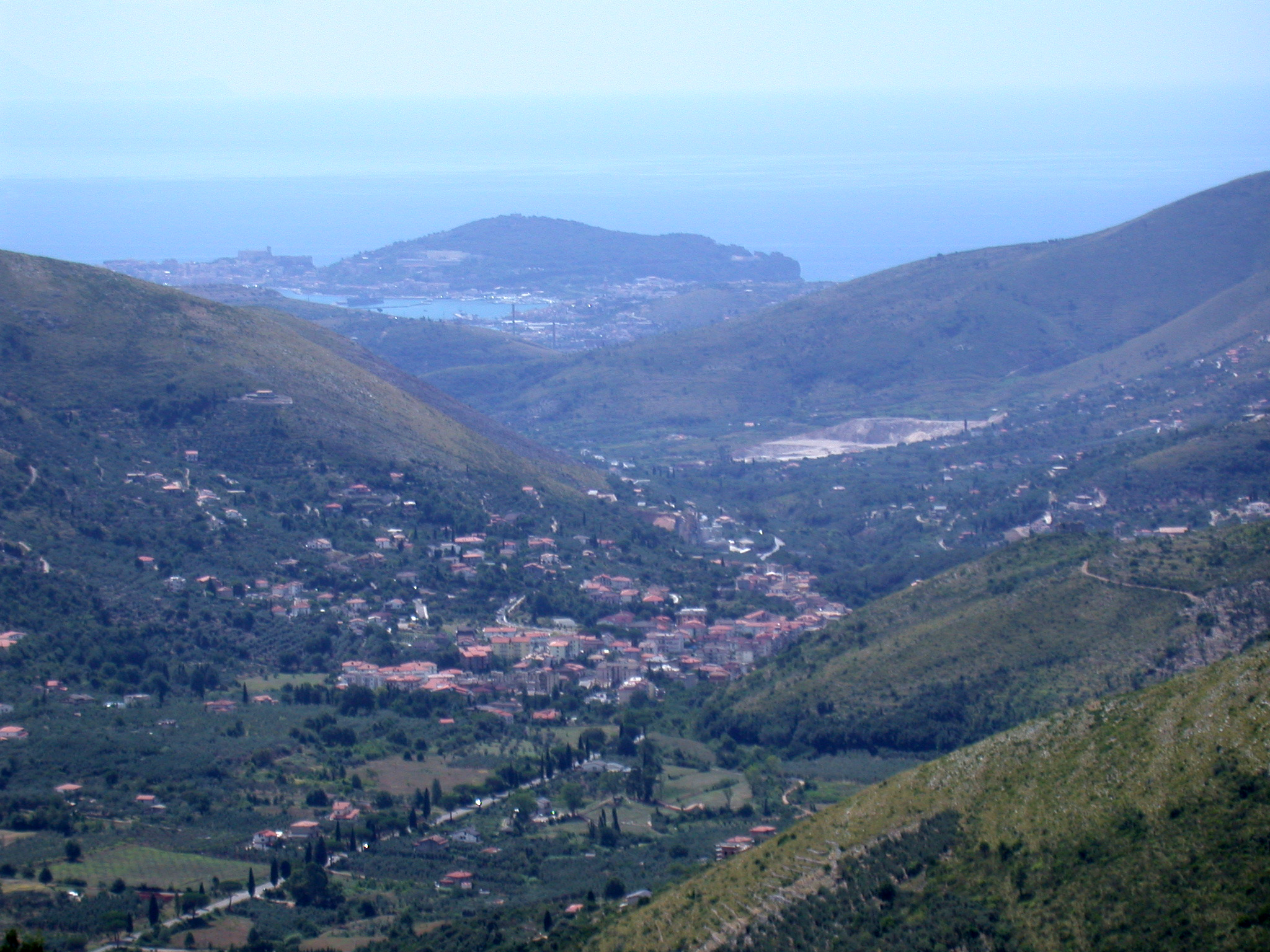
Blick von den Monti Aurunci auf Gaeta

- Castelforte
- Formia
- Gaeta
- Itri
- Minturno
- Santi Cosma e Damiano
- Spigno Saturnia